# Фердинанд II (король Обох Сицилій)
Фердинанд II (італ. Ferdinando II; 12 січня 1810, Палермо, Королівство Обох Сицилій — 22 травня 1859, Казерта, Королівство Обох Сицилій) — король Обох Сицилій в 1830–1859, з династії Бурбонів. З 1825 — герцог Калабрійський, після відходу австрійських військ у 1827 році з королівства — головнокомандувач армією Обох Сицилій.
Вступаючи на престол після смерті батька Франциска I, пообіцяв ліберальні реформи, але на практиці намагався зміцнити абсолютизм. Повстання в Палермо, що стало початком революції 1848 в Італії, змусило Фердинанда проголосити конституцію. У результаті перевороту в Неаполі в травні 1848 йому вдалося відновити абсолютистську владу. Розправляючись з повстанцями, піддав бомбардуванню в 1849 місто Мессіна (Сицилія), за що отримав прізвисько «король-бомба». Один з ініціаторів інтервенції проти Римської республіки. В 1860, вже за його наступника, експедиція «тисячі» Джузеппе Гарібальді та втручання П'ємонту поклали край пануванню Бурбонів в Неаполі.
У Волтрі, 21 листопада 1832, він одружився з Марією Христиною Савойською, донькою Віктора Еммануїла I, короля П'ємонту та Сардинії. Вона померла під час пологів першої дитини, Франциска (майбутнього короля Обох Сицилій).
Овдовівши, він одружився вдруге в Неаполі, 27 січня 1837, з Марією Терезією Австрійською, донькою Карла Людвіга Австрійського.

## Родина
1 Дружина —  Марія Христина Савойська (1812—1836)
Діти:
- Франциск II, король Обох Сицилій

2 Дружина — Марія Тереза Австрійська (1816–1867)
Діти:
- Людовик (1838–1886), граф де Трані, одружений з Матильдою Людовікою Баварською;
- Альберто (1839–1844), граф де Кастроджованні;
- Альфонсо (1841–1934), граф де Казерта, одружений зі своєю кузиною Антуанеттою де Бурбон;
- Марія Аннунціата (1843–1871), одружена з Австрійським ерцгерцогом Карлом Людвігом;
- Марія Іммакулата (1844–1899), одружена з Тосканським ерцгерцогом Карлом Сальватором;
- Гаетано (1846–1871), одружений з іспанською інфантою Ізабеллою;
- Джузеппе (1848–1851), граф де Люцер;
- Марія Пія (1849–1882), одружена з герцогом пармським Роберто I;
- Вінченцо (1851–1854), граф де Мелаццо;
- Паскаль (1852–1904), граф де Барі;
- Марія Луїза (1855–1874), одружена з Генріхом Бурбон-Пармським;
- Дженнаро (1857–1867), граф де Кальтаджіроне.

## Джерело
- Всі монархи світу (рос.)

| Попередник Франциск I |  | Король Єрусалиму 1830-1859 титулярний |  | Наступник Франциск II |